# انس صلاح‌الدین
انس صلاح‌الدین (انگلیسی: Anass Salah-Eddine؛ زادهٔ ۱۸ ژانویهٔ ۲۰۰۲) بازیکن فوتبال مراکشی‌تبار اهل هلند است.
از باشگاه‌هایی که در آن بازی کرده است می‌توان به باشگاه فوتبال آژاکس آمستردام اشاره کرد.
وی همچنین در تیم‌های ملی فوتبال زیر ۱۷ سال هلند، زیر ۱۹ سال هلند، و زیر ۲۱ سال هلند بازی کرده است.